# Wypędzenie Joachima z świątyni
Wypędzenie Joachima ze świątyni – fresk autorstwa Giotto di Bondone namalowany ok. 1305 roku dla kaplicy Scrovegnich w Padwie.

Pierwszy z 40 fresków namalowanych przez Giotta w kaplicy Scrovegnich należący do cyklu scen przedstawiających życie Joachima i Anny, rodziców Marii, oraz Chrystusa. Historia rodziców Marii i jej samej pochodziła głównie z trzynastowiecznej Złotej legendy autorstwa Jakuba de Voragine'a oraz z Protoewangelii Jakuba z II wieku. Fresk obrazuje wątek o wyproszeniu ze świątyni i wstydzie Joachima: 

Zbliżył się wielki dzień Pański i synowie Izraela składali swe dary. I stanął przed nim Ruben, i rzekł: "Nie godzi się, byś ty jako pierwszy składał swe dary, jako że nie zrodziłeś potomka w Izraelu" (...) I zasmucił się wielce Joachim, i nie pokazał się swej żonie, lecz udał się na pustynię. I rozbił tam swój namiot, i pościł czterdzieści dni i czterdzieści nocy  (Protoewangelia Jakuba 1 6-12)

Scena rozgrywa się w otwartej przestrzeni świątyni jerozolimskiej otoczonej murkiem, z którego wznosi się cyborium oraz ambona. Widoczna architektura jest niekiedy porównywana do prezbiterium kościoła Santa Maria in Cosmedin. Podobna sceneria została wykorzystana w innym fresku Ofiarowanie Maryi w świątyni. Skrót perspektywiczny pozwala ujrzeć drugoplanowe postaci za ogrodzeniem. Joachim, odwrócony plecami do świątyni, odchodzi na pustynię.